# Steve Fraser
Steve Fraser est un lutteur américain spécialiste de la lutte gréco-romaine né le 23 mars 1958 à Hazel Park (Michigan).

## Biographie
Steve Fraser participe aux Jeux olympiques d'été de 1984 à Los Angeles dans la catégorie des poids mi-lourds et remporte la médaille d'or.